# William H. Cate
William Henderson Cate (* 11. November 1839 bei Murfreesboro, Tennessee; † 23. August 1899 in Toledo, Ohio) war ein US-amerikanischer Politiker. Zwischen 1889 und 1890 sowie von 1891 bis 1893 vertrat er den ersten Wahlbezirk des Bundesstaates Arkansas im US-Repräsentantenhaus.

## Werdegang
William Cate besuchte die Grundschule in seiner Heimat und eine Privatschule in Abingdon (Virginia). Anschließend studierte er bis 1857 an der University of Tennessee in Knoxville. In den folgenden Jahren arbeitete Cate als Lehrer. Während des Bürgerkrieges brachte er es in der Armee der Konföderierten Staaten bis zum Captain.
Im Jahr 1865 zog Cate nach Jonesboro in Arkansas. Nach einem Jurastudium und seiner 1866 erfolgten Zulassung als Rechtsanwalt begann er dort in seinem neuen Beruf zu arbeiten. Er wurde Mitglied der Demokratischen Partei. Zwischen 1871 und 1873 war er Abgeordneter im Repräsentantenhaus von Arkansas und ab 1878 war er Staatsanwalt. Im Jahr 1884 wurde Cate Richter im zweiten Gerichtsbezirk von Arkansas. 1887 gründete er die Bank of Jonesboro.
Bei den Kongresswahlen des Jahres 1888 wurde Cate in das US-Repräsentantenhaus in Washington, D.C. gewählt, wo er am 4. März 1889 Poindexter Dunn ablöste. Seine Wahl wurde aber von Lewis P. Featherstone, dem Kandidaten der Union Labor Party, angefochten. Nachdem dieser Anfechtung stattgegeben worden war, musste Cate am 5. März 1890 nach genau einem Jahr im Kongress seinen Sitz an Featherstone abgeben. Bei den Wahlen des Jahres 1890 schaffte er allerdings seine Rückkehr in das US-Repräsentantenhaus. Dort konnte er zwischen dem 4. März 1891 und dem 3. März 1893 eine volle Legislaturperiode absolvieren.
Cate verzichtete im Jahr 1892 auf eine weitere Kandidatur und arbeitete wieder als Rechtsanwalt in Jonesboro. Er starb am 23. August 1899 während eines Besuchs in Toledo (Ohio) und wurde in Jonesboro beigesetzt.